# Naturlig logaritme
Den naturlige logaritme, {\displaystyle \ln } er en af de vigtigste matematiske funktioner, og den har utallige teoretiske og praktiske anvendelser. Det er en trancendent funktion, hvilket vil sige at den ikke kan defineres ved hjælp af polynomier og roduddragning men er defineret ved hjælp af infinitisimalregning. Det er en logaritmefunktion med grundtallet e, {\displaystyle e\approx 2,718281828}, for hvilken der gælder at 
{\displaystyle \ln(e)=1\,.}
Den naturlige logaritme er den inverse funktion af den naturlige eksponentialfunktion.
Til forskel fra andre logaritmer, der som oftest betegnes {\displaystyle \log _{a}(x)}, hvor a repræsenterer grundtallet, bruger man hyppigst blot notationen {\displaystyle \ln(x)} for den naturlige logaritme. Mange steder i litteraturen benyttes dog, lidt misvisende, {\displaystyle \log(x)} til at betegne den naturlige logaritme.
Siden man begyndte at bruge lommeregnere og computere til at foretage beregninger, er man i mange tilfælde gået over til at anvende naturlige logarimer i stedet for 10-talslogaritmer.

## Definition
Den naturlige logaritme i punktet {\displaystyle a>0} er defineret som integralet af funktionen {\displaystyle 1/x} fra 1 til {\displaystyle a}
{\displaystyle \ln(a)\equiv \int _{1}^{a}{\frac {1}{x}}\,{\rm {d}}x}.

## Regneregler
Ud fra definitionen af naturlig logaritme kan man bevise følgende logaritmeregler:
{\displaystyle \ln \left(a\cdot b\right)=\ln \left(a\right)+\ln \left(b\right){\mbox{ for }}a,b>0,}
{\displaystyle \ln \left({a \over b}\right)=\ln \left(a)-\ln(b\right),}
{\displaystyle \ln {\left(a^{x}\right)}=x\cdot \ln {(a)}.}
Den første af disse logaritmeregler kan vises ved at benytte substitutionen {\displaystyle t={\dfrac {x}{a}}} som vist her
| {\displaystyle \ln \left(a\cdot b\right)} | {\displaystyle =\int _{1}^{ab}{\frac {1}{x}}\,{\rm {d}}x}                                         |
|                                           | {\displaystyle =\int _{1}^{a}{\frac {1}{x}}\,{\rm {d}}x+\int _{a}^{ab}{\frac {1}{x}}\,{\rm {d}}x} |
|                                           | {\displaystyle =\int _{1}^{a}{\frac {1}{x}}\,{\rm {d}}x+\int _{1}^{b}{\frac {1}{t}}\,{\rm {d}}t}  |
|                                           | {\displaystyle =\ln \left(a\right)+\ln \left(b\right)\,.}                                         |
De øvrige regneregler kan vises på lignende måde ud fra definitionen. Derudover gælder følgende regneregler:
{\displaystyle \ln \left({a \over b}\right)=-\ln \left({b \over a}\right),}
{\displaystyle {\rm {e}}^{\ln {\left(a\right)}}=a\,.}

## Differentiation og integration
Differentialkvotienten af {\displaystyle \ln(x)} er givet ved følgende: 
{\displaystyle {{\rm {d}} \over {\rm {d}}x}\left(\ln(x)\right)={1 \over x}\,,}
hvilket følger umiddelbart af definitionen.
Det ubestemte integral af {\displaystyle \ln(x)} er givet ved 
{\displaystyle \int {\left(\ln(x)\right){\textrm {d}}x}=x\left(\ln \left(x\right)-1\right)+c\,.}

## Rækkerepræsentationer
Maclaurinrækken for funktionen {\displaystyle \ln(1+x)} kaldes Mercators række og er givet ved
{\displaystyle {\begin{aligned}\ln \left(1+x\right)&=x-{\frac {1}{2}}x^{2}+{\frac {1}{3}}x^{3}-{\frac {1}{4}}x^{4}+\cdots \\&=\sum _{n=1}^{\infty }(-1)^{(n-1)}{\frac {x^{n}}{n}}\qquad {\text{ for }}-1<x\leq 1\end{aligned}}}
Foretages substitutionen {\displaystyle x\rightarrow x-1}, finder man følgende rækkerepræsentation for den naturlige logaritme:
{\displaystyle {\begin{aligned}\ln \left(x\right)&=(x-1)-{\frac {1}{2}}(x-1)^{2}+{\frac {1}{3}}(x-1)^{3}-{\frac {1}{4}}(x-1)^{4}+\cdots \\&=\sum _{n=1}^{\infty }(-1)^{(n-1)}{\frac {(x-1)^{n}}{n}}\qquad {\text{ for }}0<x\leq 2\end{aligned}}}
Denne række, er den simpleste rækkerepræsentation for den naturlige logaritme, men den konvergerer kun forholdsvis langsomt og er altså kun gyldigt i et mindre værdiområde.
Ved at kombinere Mercators række med de basale regneregler for den naturlige logaritme kan man fremkomme med andre interessante rækkerepræsentationer. Foretager man f.eks. substitutionen {\displaystyle x\rightarrow -x} skifter fortegnet på alle de ulige led i Mercators rækken
{\displaystyle {\begin{aligned}\ln \left(1-x\right)&=(-x)-{\frac {1}{2}}(-x)^{2}+{\frac {1}{3}}(-x)^{3}-{\frac {1}{4}}(-x)^{4}+\cdots \\&=-x-{\frac {1}{2}}x^{2}-{\frac {1}{3}}x^{3}-{\frac {1}{4}}x^{4}+\cdots ,\quad {\text{ for }}-1\leq x<1\end{aligned}}}
Ved hjælp af rækkerepræsentationerne for {\displaystyle \ln \left(1+x\right)} og {\displaystyle \ln \left(1-x\right)} findes da
{\displaystyle {\begin{aligned}\ln \left({\frac {1+x}{1-x}}\right)&=\ln \left(1+x\right)-\ln \left(1-x\right)\\&=2x+{\frac {2}{3}}x^{3}+{\frac {2}{5}}x^{5}+\cdots \\&=\sum _{n=0}^{\infty }{\frac {2}{2n+1}}x^{2n+1}{\mbox{ for }}|x|<1\\\end{aligned}}}
Dette er en interessant række, idet argumentet {\displaystyle (1+x)/(1-x)} antager alle mulige positive reelle værdier for {\displaystyle |x|<1}. Dette kan benyttes til at udlede en generel rækkerepræsentation for {\displaystyle \ln(x)} gældende for hele funktionens værdiområde. Hvis vi definerer
{\displaystyle t={\frac {x-1}{x+1}}}
kan vi udtrykke {\displaystyle x(t)} som
{\displaystyle x={\frac {1+t}{1-t}}\,.}
Derved findes følgende rækkerepræsentation for den naturlige logaritme
{\displaystyle {\begin{aligned}\ln \left(x\right)&=\ln \left({\frac {1+t}{1-t}}\right)\\&=2t+{\frac {2}{3}}t^{3}+{\frac {2}{5}}t^{5}+\cdots \\&=2\cdot {\frac {x-1}{x+1}}+{\frac {2}{3}}\left({\frac {x-1}{x+1}}\right)^{3}+{\frac {2}{5}}\left({\frac {x-1}{x+1}}\right)^{5}+\cdots \\&=\sum _{n=0}^{\infty }{\frac {2}{2n+1}}\left({\frac {x-1}{x+1}}\right)^{2n+1}\quad {\text{ for }}x>0\end{aligned}}}
som altså er gældende for alle positive reelle tal. Rækken konvergerer hurtigst for værdier omkring {\displaystyle x=1}, som vist i figuren.

## Specielle værdier
Af definitionen på den naturlige logaritme fremgår det at
{\displaystyle \ln \left(1\right)=0\,.}
Indsættes {\displaystyle x=1} i Maclaurin rækken for {\displaystyle \ln(1+x)} fremkommer den alternerende harmoniske række
| {\displaystyle \ln \left(2\right)} | {\displaystyle =\sum _{n=1}^{\infty }(-1)^{(n-1)}{\frac {1}{n}}}        |
|                                    | {\displaystyle =1-{\frac {1}{2}}+{\frac {1}{3}}-{\frac {1}{4}}+\cdots } |
|                                    | {\displaystyle \simeq 0.69314718055994530941723212145818\ldots }        |

## Relation til andre logaritmefunktioner
Logaritmefunktionen med grundtal a er relateret til den naturlige eksponentialfunktion ved ligningen
{\displaystyle {\log }_{a}(x)={\frac {\ln(x)}{\ln(a)}}.}
Denne ligning kan bruges til at definere de øvrige logaritmefunktioner ud fra den naturlige logaritmefunktion og regnereglerne for for de øvrige logaritmefunktioner følger også umiddelbart ud fra denne ligning. Tilsvarende gælder at 
{\displaystyle \ln(x)={\frac {{\log }_{a}(x)}{{\log }_{a}({\rm {e}})}}.}
Den naturlige logaritmefunktion skiller sig ud blandt logaritmefunktionerne ved at den er simplere at differentiere og integrere.